# Archives of Pathology & Laboratory Medicine
Archives of Pathology & Laboratory Medicine è una rivista medica di patologia clinica di base pubblicata dall'Allen Press per conto del College of American Pathologists e dall'American Medical Association. Nell'ambito della stessa serie editoriale, precedentemente si è chiamata: Archives of Pathology and Laboratory Medicine (dal 1926 al 28), Archives of Pathology (dal 1928 al '50), A.M.A. Archives of Pathology (dal 1950 al '60) e Archives of Pathology (dal 1960 al '75).
Secondo Web of Science, il fattore di impatto per il 2024 è stato pari a 3,7 e la rivista si è posizionata nel primo quartile delle categorie "Patologia", "Tecnologia di laboratorio medica" e "Medicina, ricerca e sperimentazione".

## Articoli notevoli
Esempi derivati da Wikipedia
- H. L. Corwin, R. A. Bray e M. H. Haber, The detection and interpretation of urinary eosinophils, in Archives of Pathology & Laboratory Medicine, vol. 113, n. 11, 1º novembre 1989,  pp. 1256–1258, ISSN 0003-9985 (WC · ACNP), PMID 2479358. (colorazione di Wright)
- (EN) Jonathan A. Edlow, Kathy S. Bruner e Gary L. Horowitz, Xanthochromia, in Archives of Pathology & Laboratory Medicine, vol. 126, n. 4, aprile 2002,  pp. 413–415, DOI:10.1043/0003-9985(2002)126<0413:X>2.0.CO;2, PMID 11900563. URL consultato il 16 maggio 2019. (xantocromia)
- Jaax NK, Davis KJ, Geisbert TJ, Vogel P, Jaax GP, Topper M, Jahrling PB, Timed appearance of lymphocytic choriomeningitis virus after gastric inoculation of mice, in Archives of pathology & laboratory medicine, vol. 120, n. 2, febbraio 1996,  pp. 140–155, ISSN 0003-9985 (WC · ACNP), PMID 8712894. (malattia da virus Ebola)
- Hayes T, Dysfibrinogenemia and Thrombosis, in Archives of Pathology & Laboratory Medicine, vol. 126, n. 11, 2002,  pp. 1387–1390, DOI:10.1043/0003-9985(2002)126<1387:DAT>2.0.CO;2, PMID 12421146. (disfibrinogemia)
- Andre Pinto and Brooke Howitt (2016) Uterine Adenosarcoma. Archives of Pathology & Laboratory Medicine: March 2016, Vol. 140, No. 3, pp. 286-290 (adenosarcoma)
- (EN) Lakshmi P. Kunju, Nephrogenic Adenoma: Report of a Case and Review of Morphologic Mimics, in Archives of Pathology & Laboratory Medicine, vol. 134, n. 10, 1º ottobre 2010,  pp. 1455–1459, DOI:10.5858/2010-0226-CR.1. URL consultato il 9 marzo 2025. (adenoma nefrogenico)